# Лені (Росія)
Ле́ні (рос. Лени) — присілок у складі Юр'янського району Кіровської області, Росія. Входить до складу Мідянського сільського поселення.
Населення становить 4 особи (2010, 5 у 2002).
Національний склад станом на 2002 рік — росіяни 100 %.